# 고요

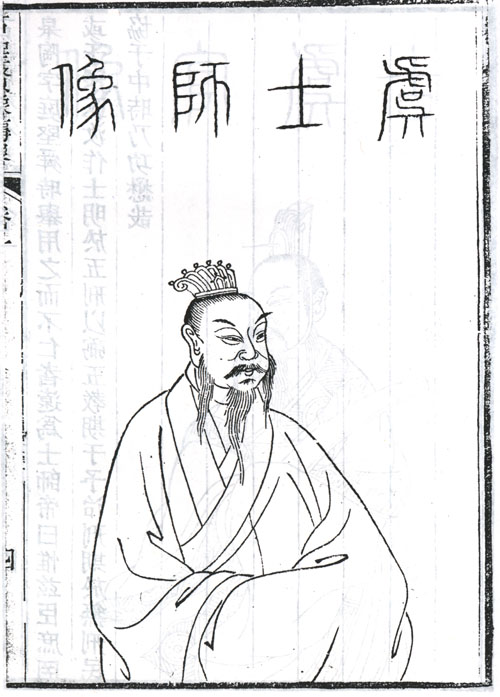
고요(皐陶)

고요(皐陶)는 순임금 때 법관이자 우임금의 정치고문이다.

## 생애
고요(皐陶)는 소호 금천씨(小昊 金天氏)의 후손이다.  순임금이 우에게 치수를 맡길 때 우가 거절하고 후직과 설, 고요를 추천하였으나 순임금은 우에게 치수를 맡기고 고요(皐陶)는 사(士)를 맡게되어 순임금 때 법관이 되었다. 고요는 부임 후 형법과 교칙을 제정하여 「오형」, 「오교」를 시행하였다. 이때부터 사회가 화합하고 천하가 크게 다스려졌다. 우(禹)임금은 다음 제위를 고요(皐陶)에게 선양하려 하였는데 고요가 먼저 세상을 떠났다. 
아들 백익(伯益)의 자손들이 영(英), 육(六), 허(許)에 봉해졌다고 한다. 
고요는 공자의 고향으로 알려진 산동성(山東省) 곡부현(曲阜)에서 태어났고 묘지는 안휘성(安徽省) 수현(壽縣)에 있다고 전한다.
당나라 현종(玄宗)이 고요를 덕명황제(德明皇帝)로 추존하였다.

## 전설
고요는 해치라는 괴수를 써서 옥고를 치렀다는 전설이 있다. 해치는 양과 비슷하지만 뿔이 하나밖에 없다. 영성이 뛰어나 곡직(曲直)을 가려내고 범인을 확인하는 재주가 있다고 한다. 고요는 의심스러울 때는 이런 신비한 동물을 풀어주었는데, 그 사람이 죄가 있으면 해치도 맞부딪치고 무죄면 안 맞섰다. 
고요는 훗날에 옥신으로 추앙되었다.